# FC KooTeePee 2011

## Rosa
| N. |                      | Ruolo | Calciatore         |
| -- | -------------------- | ----- | ------------------ |
| 1  | Finlandia (bandiera) | P     | Oskari Forsman     |
| 3  | Finlandia (bandiera) | D     | Ville Teelahti     |
| 4  | Gambia (bandiera)    | D     | Ken Jammeh         |
| 6  | Finlandia (bandiera) | D     | Erkka Länsimies    |
| 7  | Finlandia (bandiera) | C     | Immo Eronen        |
| 8  | Finlandia (bandiera) | C     | Johannes Laaksonen |
| 9  | Finlandia (bandiera) | A     | Niko Ikävalko      |
| 11 | Russia (bandiera)    | A     | Ilya Shesterkov    |
| 13 | Georgia (bandiera)   | D     | Giorgi Ositashvili |
| 14 | Finlandia (bandiera) | C     | Olli Kaakinen      |
| 15 | Finlandia (bandiera) | D     | Jesse Miettinen    |

| N. |                      | Ruolo | Calciatore       |
| -- | -------------------- | ----- | ---------------- |
| 16 | Finlandia (bandiera) | C     | Riku Venäläinen  |
| 17 | Finlandia (bandiera) | C     | Marko Tyyskä     |
| 18 | Finlandia (bandiera) | C     | Emil Sutela      |
| 19 | Finlandia (bandiera) | D     | Janne Veija      |
| 22 | Finlandia (bandiera) | D     | Saku Kvist       |
| 23 | Finlandia (bandiera) | C     | Niko-Kalle Husu  |
| 25 | Finlandia (bandiera) | C     | Henri Järviniemi |
| 27 | Finlandia (bandiera) | A     | Justus Haapala   |
| 31 | Georgia (bandiera)   | P     | Levan Lomidze    |
| 32 | Finlandia (bandiera) | A     | Jukka Santala    |
| 37 | Finlandia (bandiera) | A     | Sami Raanti      |

### Staff tecnico
| Allenatore: | ? |